# ويليام فون إغرز دويرنغ
ويليام فون إغرز دويرنغ (بالإنجليزية: William von Eggers Doering)‏ هو كيميائي وأستاذ جامعي أمريكي، ولد في 22 يونيو 1917 في فورت وورث في الولايات المتحدة، وتوفي في 3 يناير 2011 في والثام في الولايات المتحدة.